# Cesarò
Pour les articles homonymes, voir Cesaro.
Cesarò est une commune de la province de Messine, dans la région Sicile, en Italie.

## Administration
| Période                                  | Période | Identité | Étiquette | Qualité |
| ---------------------------------------- | ------- | -------- | --------- | ------- |
|                                          |         |          |           |         |
| Les données manquantes sont à compléter. |         |          |           |         |

### Communes limitrophes
Bronte, Capizzi, Caronia, Cerami, Longi, Maniace, Militello Rosmarino, San Fratello, San Teodoro, Troina.